# 明後日 (芸能プロダクション)
株式会社明後日（あさって）は、日本の制作会社。

## 沿革
- 2015年2月4日に小泉今日子による舞台や音楽イベントなどの制作会社として設立。舞台演出や制作にも関わるようになる[2]。ジャンルに捉われず広くエンターテイメント作品を企画制作。
- 2025年6月に会社創立10周年を迎えるにあたり、10個の企画から成る「asatte RALLY」を開催。[3]

## 作品[4]
【企画・製作】

### 舞台作品
- 日の本一の大悪党（2016年、本多劇場）
- 芝居噺 名人長二（2017年5月、新宿・紀伊國屋ホール）
- また ここか（2018年9月28日 - 10月8日、DDD青山クロスシアター）
- 坂元裕二の残業in大阪（2019年1月11日、大阪・ロフトプラスワンウエスト）
- 坂元裕二の残業in福山（2019年1月13日、広島・福山駅前シネマモード）
- GO→TO Vol.3（2019年2月6日、渋谷・渋谷LUSH）
- 芝居噺弐席目「後家安とその妹」（2019年5月25日 - 6月4日、新宿・紀伊國屋ホール）
- tagaya s（耕す）出演：山野海、小山豊、他（2020年10月9日）
- わたしの茶の間（沢村貞子の言葉）出演：峯村リエ、小泉今日子、他（2020年10月13日、下北沢・本多劇場）※構成・演出：コイズミキョウコ
- あなあきい いん ざ にっぽん（殿山泰司の言葉）出演：風間杜夫、他（2020年10月14日、下北沢・本多劇場）※構成・演出：コイズミキョウコ
- asatte FORCE / こころ踊らナイト（2020年10月15日）
- 青空は後悔の証し　出演：風間杜夫、石田ひかり、他（東京公演：2022年5月14 - 29日、シアタートラム　大阪公演：2022年6月4 - 5日、梅田芸術劇場 シアタードラマシティ）
- ピエタ　出演：小泉今日子、石田ひかり、他（東京公演：2023年7月27日 - 8月6日、本多劇場　愛知公演：8月9日 - 10日、穂の国とよはし芸術劇場PLAT 主ホール　富山公演：8月19日 - 20日、オーバード・ホール/中ホール　岐阜公演：8月26日、ぎふ清流文化プラザ長良川ホール）
- asatte RALLY（2025年）

### ライヴ等
- マイ・ラスト・ソング（2018年、2020年、2023年）歌：浜田真理子、朗読：小泉今日子

### 音楽イベント
- GO→TO
- TOKYO DANCE MUSIC WEEK 2020（2020年9月18日、下北沢・本多劇場）